# كريس كاميرون
كريس كاميرون (بالإنجليزية: Chris Cameron)‏ هو لاعب جمباز فني أمريكي، ولد في 16 يناير 1989 في وينتر هافن في الولايات المتحدة.

## وصلات خارجية
- كريس كاميرون على موقع الاتحاد الدولي للجمباز (biography) (الإنجليزية)
- كريس كاميرون على موقع الاتحاد الأمريكي للجمباز (الإنجليزية)